# Iglarevo
Gllarevë en albanais et Iglarevo en serbe latin (en serbe cyrillique : Игларево) est une localité du Kosovo située dans la commune/municipalité de Klinë/Klina et dans le district de Pejë/Peć. Selon le recensement kosovar de 2011, elle compte 1 784 habitants.
En 2011, la localité de Rixhevë, autrefois rattachée à Gllarevë/Iglarevo, était recensée par le Kosovo comme une localité à part entière ; elle comptait 870 habitants, tous albanais,.

## Histoire
Sur le territoire du village se trouvent deux sites archéologiques remontant à la Préhistoire, celui de Rigjeva et celui de Kërshina ; ils sont tous les deux proposés pour une inscription sur la liste des monuments culturels du Kosovo.

## Démographie

### Évolution historique de la population dans la localité
| 1948 | 1953 | 1961  | 1971  | 1981  | 1991  | 2011  |
| ---- | ---- | ----- | ----- | ----- | ----- | ----- |
| 858  | 912  | 1 043 | 1 392 | 1 919 | 2 250 | 1 784 |

|  |

### Répartition de la population par nationalités (2011)
En 2011, les Albanais représentaient 99,88 % de la population.